# 堀江景実
堀江 景実（ほりえ かげざね）は、戦国時代から安土桃山時代にかけての武将。朝倉氏の家臣。

## 出自
堀江氏は藤原利仁の後裔で、越前国坂井郡堀江郷に入って勢力を拡大したという。

## 略歴
堀江景忠の子として誕生。
永禄10年（1567年）、加賀の一揆と景実が結託して謀反を企てているという噂が流れると、これを聞いた朝倉義景は激怒し家臣・魚住景固と山崎吉家に命じて景実の討伐軍を繰り出した。景実は父・景忠と共に約1,000余騎の兵で討って出て合戦に及んだ。堀江勢は32人、朝倉勢は97人が討ち死にしたという。
のち大和田真孝の仲裁で合戦は収束し、堀江父子は能登国へ退去した。前述の噂の内容通り、景実は一向一揆と手を組んでいたという。
天正3年（1575年）に織田信長が一揆討伐に出向いてくると、景実は信長に内通して一揆収束後は津葉城を任せられた。